# Le Complexe de Mohamed
Le Complexe de Mohamed est un roman psychanalytique, et quelque peu autobiographique de Karim Sarroub, roman annonciateur de la révolte ainsi que de la démocratisation des pays arabes et du Maghreb. Publié en 2008 aux éditions du Mercure de France, il prend la deuxième place dans la trilogie que Karim Sarroub a commencé avec le roman Racaille, paru en 2007 chez le même éditeur.

## Présentation
Le roman met en scène un personnage-narrateur atypique, Mohamed, vivant à Paris. Dès le début du roman, on apprend que le protagoniste s’était absenté de sa propre vie : reclus dans son appartement parisien, il a coupé les ponts durant plus d’une décennie avec tout son entourage, sauf avec son psychanalyste.
Quelque dix ans plus tard, lorsqu’il sort enfin de sa « bulle », Mohamed apprend, incrédule, par la bouche de celle qui a partagé sa vie, que le monde arabe a bien changé. Notamment l’Algérie, son pays d’origine : la démocratie règne enfin, les femmes sont devenues les égales des hommes, les intégrismes ont disparu. La démocratisation des pays arabes est largement évoquée dans ce roman précurseur de ce qui se déroule aujourd’hui notamment en Tunisie et en Égypte. Il faut la mort de son père, le retour forcé en Algérie, les souvenirs d’enfance et les retrouvailles de l’autre côté de la Méditerranée pour que Mohamed renoue avec le cours de sa propre histoire…

## Les personnages
Le personnage principal est Mohamed, la quarantaine, athée, voire anti-religieux puisqu’il refusera de pénétrer dans une mosquée lors de l’enterrement de son père. On découvrira par la suite que le père du narrateur était aussi athée, et qu’il n’avait jamais réclamé à ce que sa dépouille fasse l’objet d’une quelconque prière dans une mosquée.
Chloé, psychanalyste, l'accompagne durant tout le roman. À ces deux personnages s'ajoute Gilles, un vieil ami, qui voue à Mohamed un amour platonique sans bornes. Le roman prend fin avec Mohamed allongé sur le divan de son psychanalyste.

## L'usage du "Je"
L'usage du « Je », quasi systématique tout au long du roman, permet au lecteur de s'identifier au personnage et ainsi l'aider à rentrer plus facilement dans l'étonnant univers de Mohamed, le narrateur. Le ressenti intérieur du personnage est ainsi facilement partagé par le lecteur. Le style employé par Karim Sarroub, dans ce roman, vise à le rendre abordable par le plus grand nombre de lecteurs qu'ils soient femmes ou hommes. Ce « Je » est aussi le « je » de l'auteur lui-même.